# Archambault
Pour les articles homonymes, voir Archambault (homonymie).
Groupe Archambault inc., ou tout simplement Archambault, est une chaîne de magasins proposant un vaste choix d'instruments, de livres, de CD, de DVD, de partitions, de jeux, de jouets et d'idées-cadeaux. En 2017, Archambault compte 16 succursales. Filiale de Renaud-Bray (depuis 2015), elle est un acteur majeur du secteur culturel et le plus important détaillant d’instruments de musique et de partitions du Québec.  Le magasin situé au coin de Ste-Catherine et Berri à Montréal est fermé depuis le 30 juin 2023 à 21 h.

## Histoire

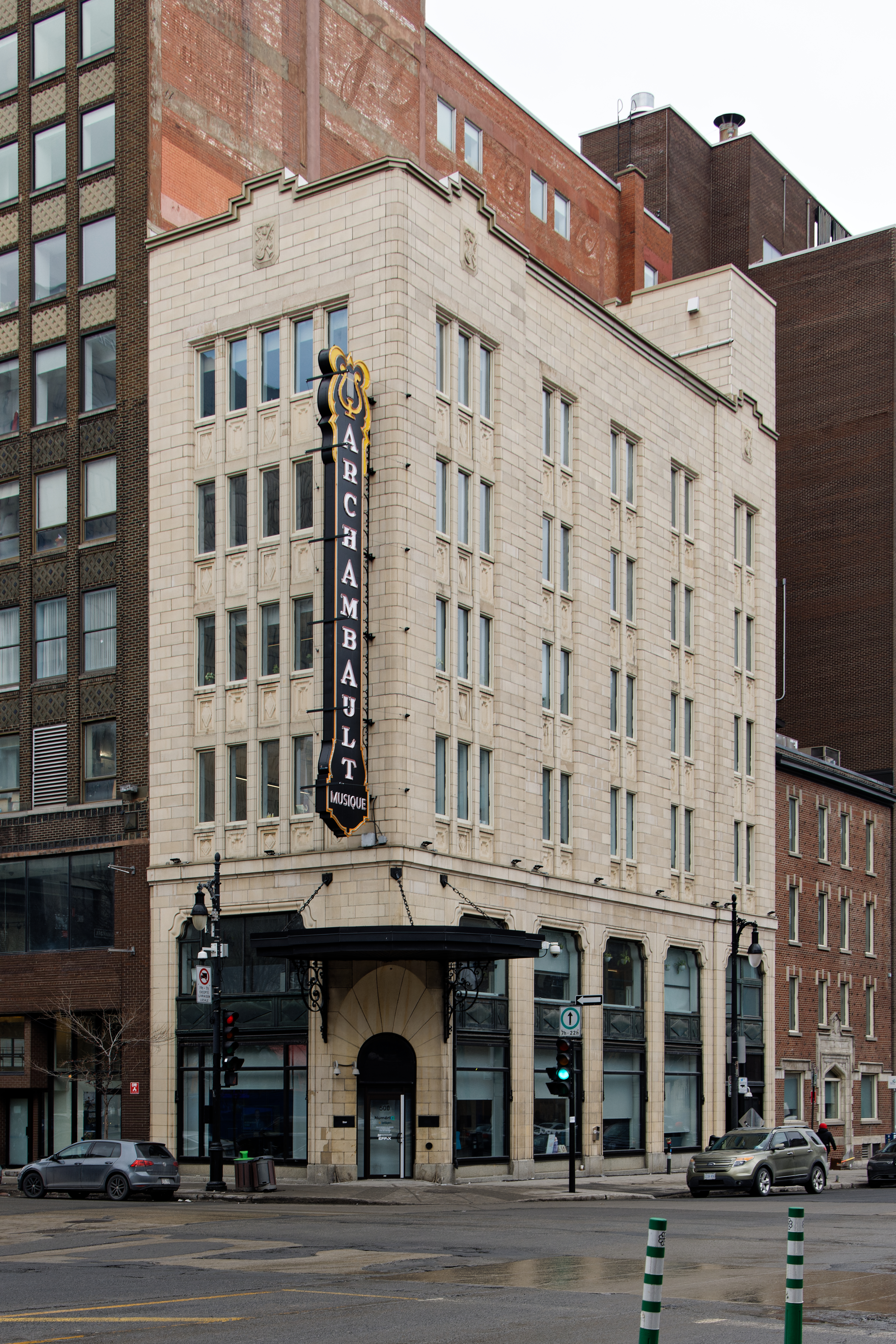
Le magasin phare, fermé en février 2024

En 1896, Archambault est fondé par Edmond Archambault, qui désirait ouvrir une boutique spécialisée dans la vente de partitions au coin des rues Saint-Denis et Sainte-Catherine, à Montréal. À l’époque, M. Archambault est associé avec M. J. A. Hurteau, un important détaillant de pianos, d’instruments et d’accessoires musicaux de toutes sortes.
En 1919, Edmond Archambault devient l’unique propriétaire du magasin et décide, en 1930, de déménager ses locaux au coin de Berri et Sainte-Catherine, toujours à Montréal, où il fait construire un édifice de sept étages qu'il baptise la « maison de l’avenir ».
En 1947, les neveux d'Archambault, Rosaire Senior et Edmond Senior, prennent les rênes du commerce et poursuivent l'œuvre de leur oncle en développant la gamme de produits culturels offerte en magasin. Dans les années 1980, le fils de Rosaire Senior, Rosaire Junior, devient président et entreprend une phase d'expansion au cours de laquelle de nouveaux magasins Archambault ouvrent à travers le Québec. Il fonde Distribution Select, une entreprise indépendante de distribution.

### Filiale de Quebecor (1995–2015)
Archambault est acquis par Quebecor le 19 octobre 1995 pour constituer le groupe Trans-Canada Archambault Inc. (regroupant les activités de Distribution Select, Distribution Musicor, GAM et les magasins Archambault et Globe Musique).
Le 15 septembre 1999, le site Internet archambault.ca est mis en service. C'est alors le plus important magasin virtuel francophone en Amérique du Nord.
En septembre 2000 le groupe Archambault achète la librairie anglophone Paragraphe.
Les sept entreprises d'édition de Quebecor Média sont fusionnées dans le Groupe Archambault en juillet 2002 résultant en 16 suppressions d'emplois.
En août 2002 Archambault ouvre son premier magasin dans l'ouest de Montréal avec l'ouverture de la succursale du Complexe les Ailes (magasin qui sera fermé en janvier 2009).

### Acquisition par Renaud-Bray (depuis 2015)
Le 19 mai 2015, Renaud-Bray fait l'acquisition des 14 magasins Archambault, du site internet Archambault.ca et de la librairie Paragraphe.
En 2016 et 2017, Archambault ouvre deux nouvelles succursales au Marché Jean-Talon (Montréal) et à Saint-Romuald (Lévis), en plus d'entamer un important plan de rénovation des succursales existantes. Archambault.ca subit une refonte complète afin de mieux répondre aux standards du commerce électronique.
Le 26 novembre 2018, l'enseigne emblématique de la succursale aux coins des rues Sainte-Catherine et Berri est retirée. Considérant sa valeur patrimoniale, elle est récupérée par l’arrondissement Ville-Marie qui aura la responsabilité de la relocaliser.

### Identité visuelle (logotype)

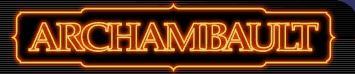
Logo d'Archambault jusqu'en 2001.
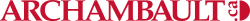
Logo d'Archambault de 2001 à 2012.
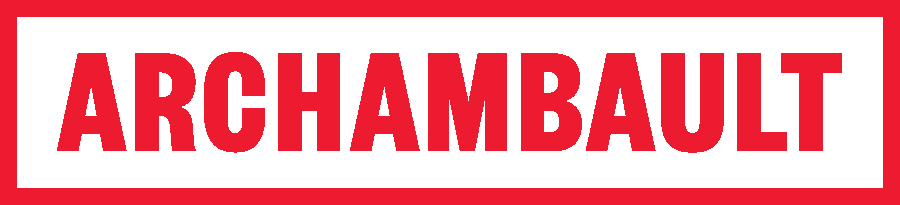
Logo d'Archambault de 2012 à 2017.
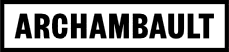
Logo d'Archambault depuis 2017.

## Succursales Archambault
- Halles d’Anjou, Montréal

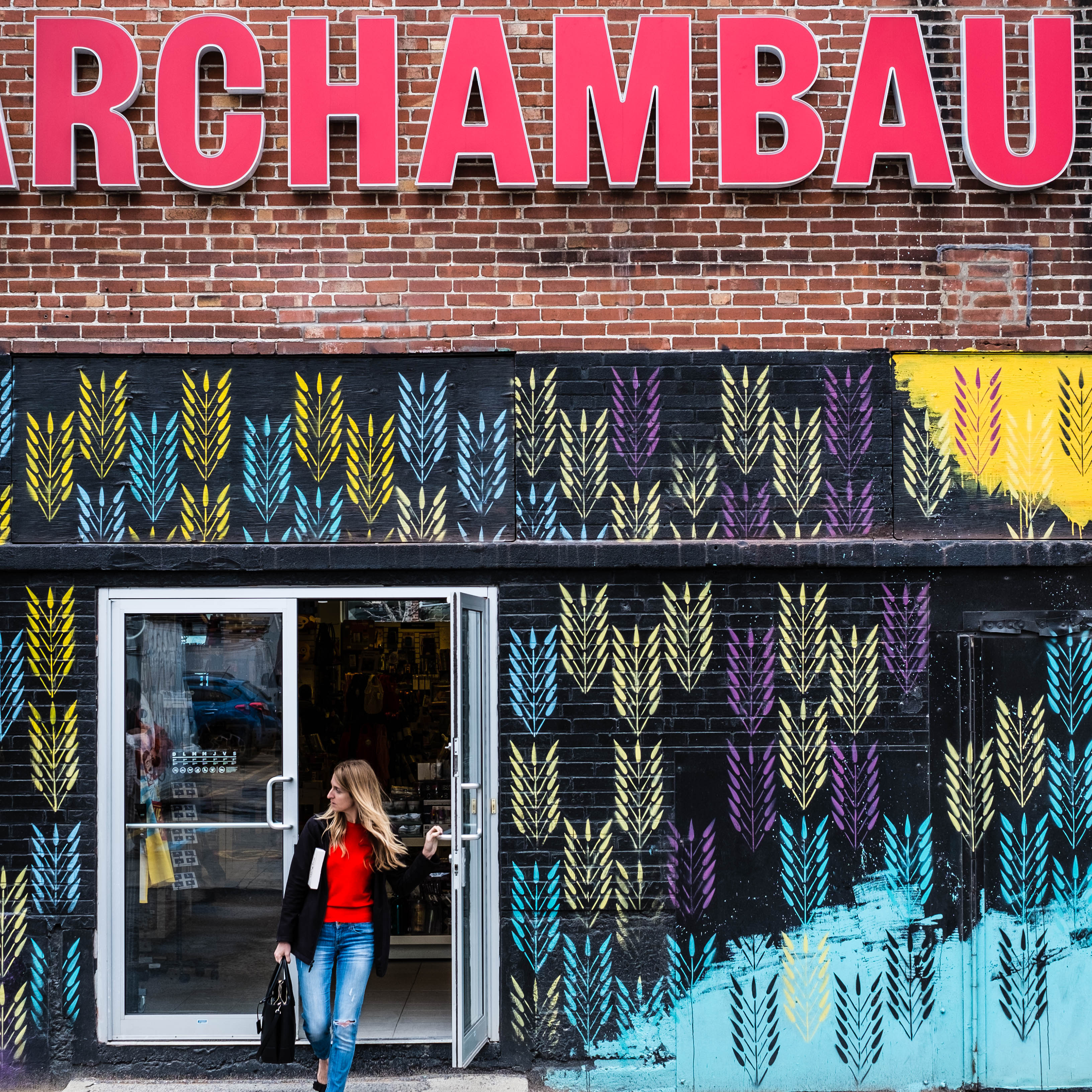
Succursale au marché Jean-Talon, avril 2018

- Berri, Montréal (Fermé depuis le 23 juin 2023, 21 h)
- Boucherville
- Brossard
- Chicoutimi
- Gatineau
- Marché Jean-Talon, Montréal
- La Capitale, Québec
- Galeries Laval, Laval
- Place des Arts, Montréal
- Sherbrooke
- Sainte-Dorothée, Laval
- Place Sainte-Foy, Québec
- Saint-Romuald, Lévis
- Centre Les Rivières, Trois-Rivières

## Les Grands Prix Archambault

### Grand Prix de la relève musicale Archambault (GPRMA)
Le Grand prix de la relève musicale Archambault (GPRMA) est créé au début de l'année 2006 par les magasins Archambault afin de rendre hommage à des artistes émergents de la culture musicale québécoise.
Lauréats :
- 2006 : Accrophone – Duo du balcon[10]
- 2007 : Harvee - Sink or Swim…
- 2008 : Tricot machine - Tricot Machine
- 2009 : Alexandre Désilets - Escalader l'ivresse[11]

### Le Grand Prix littéraire Archambault (GPLA)
Le Grand Prix littéraire Archambault (GPLA) est créé à la fin de l'année 2000 par les magasins Archambault afin de promouvoir des auteurs québécois de langue française.
Lauréats :
- 2001 : Louise Simard, Thana : La fille rivière
- 2002 : Marie Laberge, Gabrielle, Adélaïde
- 2003 : Michel Tremblay, Bonbons assortis
- 2004 : Chrystine Brouillet, Indésirables
- 2005 : François Avard, Pour de vrai
- 2006 : Anne Robillard, Les chevaliers d'émeraude tome 5: L'Île des Lézards
- 2007 : Fred Pellerin, Comme une odeur de muscles
- 2008 : Caroline Allard, Les chroniques d'une mère indigne
- 2009 : Marie Laberge, Sans rien ni personne
- 2010 : Isa-Belle Granger, Les 7 filles d'Avalon
- 2011 : Kim Thúy, Ru
- 2012 :
- 2013 : Bertrand Busson, Le Phyto-analyste
- 2014 : David Clerson, Frères
- 2015 : Geneviève Pettersen, La Déesse des mouches à feu
- 2016 : David Goudreault, La Bête à sa mère

### Le Grand Prix de la Relève littéraire Archambault (GPRLA)
Le Grand Prix de la Relève littéraire Archambault (GPRLA) est créé au début de l'année 2003 par les magasins Archambault afin de promouvoir de nouveaux auteurs québécois.
Lauréats : 
- 2004 : Michel Fréchette, Un matin tu te réveilles...t'es vieux!
- 2005 : Stéphane Dompierre, Un petit pas pour l'homme
- 2006 : Georges Lafontaine, Des cendres sur la glace
- 2007 : Roxanne Bouchard, Whisky et paraboles
- 2008 : Mathyas Lefebure, D'où viens-tu, berger?
- 2009 : Pierre Szalowski, Le froid modifie la trajectoire des poissons
- 2010 : Pierre Barthe, Ilû, l'homme venu de nulle part